# De taalstrijd
De taalstrijd was een Vlaams komisch radiospelprogramma dat door Radio 1 van 1986 tot 1988 op zondagmiddag werd uitgezonden, met heruitzendingen op donderdagavond.
Het programma was het eerste in een reeks soortgelijke humoristische taalprogramma's op de Vlaamse radio.

## Programmaconcept
De taalstrijd had een vaste spelleider, Daniël Van Avermaet en een vaste kern van drie panelleden (Guy Mortier, Mark Uytterhoeven en Myriam Thys), waar elke uitzending een ander gast-panellid aan toegevoegd werd. Vaak waren deze gasten bekende Vlamingen of Nederlanders.
De essentie van het programma was, zoals het programma zichzelf beschreef, 'een vrolijk gevecht met het Nederlands'. De onderwerpen waren een mix van voorbereide opdrachten (zoals het huiswerk, het Taalstrijd-woordenboek) en improvisatie (zoals de smoezen, de omgekeerde quiz).

## Opnames
De eerste opname vond plaats op 6 september 1986 en werd uitgezonden op zondagmorgen 7 september 1986. De uitzendingen werden telkens per twee 'voor een levend publiek' opgenomen in de Antwerpse stadsschouwburg, waarna meer dan de helft weggeknipt werd wegens "te flauw", "te grof", "herhaling" of gewoon uit tijdgebrek. In de regel gebeurden de opnames op zondagochtend tussen 11 en 13 uur. Tussen opname en uitzending zaten dus meestal een of twee weken. Af en toe werd er op locatie opgenomen. Het publiek hoefde niet te betalen om de opnamen bij te wonen, maar om overrompeling te vermijden moest men gratis kaarten aanvragen.
De productie van het programma was in handen van Paul Jacobs, voor de dienst Amusement & Kleinkunst van BRT-1.
Jan Hautekiet componeerde de titelmuziek en jingles van De taalstrijd. Jean Blaute schreef en speelde De Taalstrijd Rap. Die is terug te vinden op de cassette Het Slechtste uit De Taalstrijd.

## Andere media
Van dit programma is een 'het beste van'-boek verschenen, uitgegeven door de BRT, met als titel De Taalstrijd Bibliotheek, geïllustreerd door Jan Bosschaert. Er werd ook een geluidscassette uitgebracht met als titel Het Slechtste uit De Taalstrijd.
Ook in het buitenland bestaan soortgelijke humorprogramma's. Een voorbeeld is 'The Debaters' van de Canadese publieke omroep CBC.
In 1989 werd geprobeerd het Taalstrijd-concept naar televisie te vertalen met dezelfde presentator en panelleden. De Drie Wijzen werd echter geen succes, en na een seizoen werd het programma volledig gerestyled met Kurt Van Eeghem als nieuwe presentator. De wijzen van dienst werden gevormd uit een poule van bekende Vlamingen waarbij vooral het trio Gerty Christoffels, Jacques Vermeire en Walter Grootaers meermaals voor de nodige hilariteit zorgden. Deze versie was wel succesvol en liep 10 seizoenen. Heel wat jaren later kwamen er twee nieuwe succesvolle seizoenen op televisie met Kobe Ilsen als presentator.
Andere soortgelijke programma's zoals De Perschefs (opnieuw met Van Avermaet, Uytterhoeven en Mortier), De Tekstbaronnen en De rechtvaardige rechters kunnen qua concept de opvolgers van De taalstrijd genoemd worden.

## Panelleden
Naast Guy Mortier, Mark Uytterhoeven en Myriam Thys die vast in het panel zetelden, werden heel wat BV's en BN'ers uitgenodigd als gastpanellid:
- Jean Blaute
- Kris De Bruyne
- Rik De Saedeleer
- Jan Decorte
- Dominique Deruddere
- Gaston Durnez
- Walter Grootaers
- Jan Hautekiet
- Geert Hoste
- Carl Huybrechts
- Yvonne Kroonenberg

- Tom Lanoye
- Hans Liberg
- Robert Long
- Loes Luca
- Luc Lutz
- Piet Piryns
- Armand Schreurs
- Dirk Sterckx
- Urbanus
- Marc Van den Hoof
- Bea Van der Maat

- Michel van der Plas
- Maggy Van Herreweghe
- Marc Van Poucke
- Jan Van Rompaey
- Marcel Vanthilt
- Tuur Van Wallendael
- Louis Verbeeck
- Luk Wyns
- Walter Zinzen
- Robert-Henk Zuidinga

## Rubrieken
Enkele voorbeelden van de vele rubrieken die voorkwamen in De taalstrijd:
- het Taalstrijd-woordenboek
- de Toppunten
- Arm en Rijk
- de Flapteksten
- het Bijgeloof
- de Eufemismen
- het Taalstrijd-smoezenboek
- de Omgekeerde Kwis

## Nalatenschap
Een aflevering van "De Taalstrijd" waar Van Avermaet met Guy Mortier, Mark Uytterhoeven, Myriam Thys en Walter Zinzen een piepspel speelde belandde op 23 juni 2007 op de 2de plaats in een wedstrijd rond de "10 Grappigste Radiomomenten", georganiseerd door Radio 1, Radio 2 en Studio Brussel.